# شبدیز

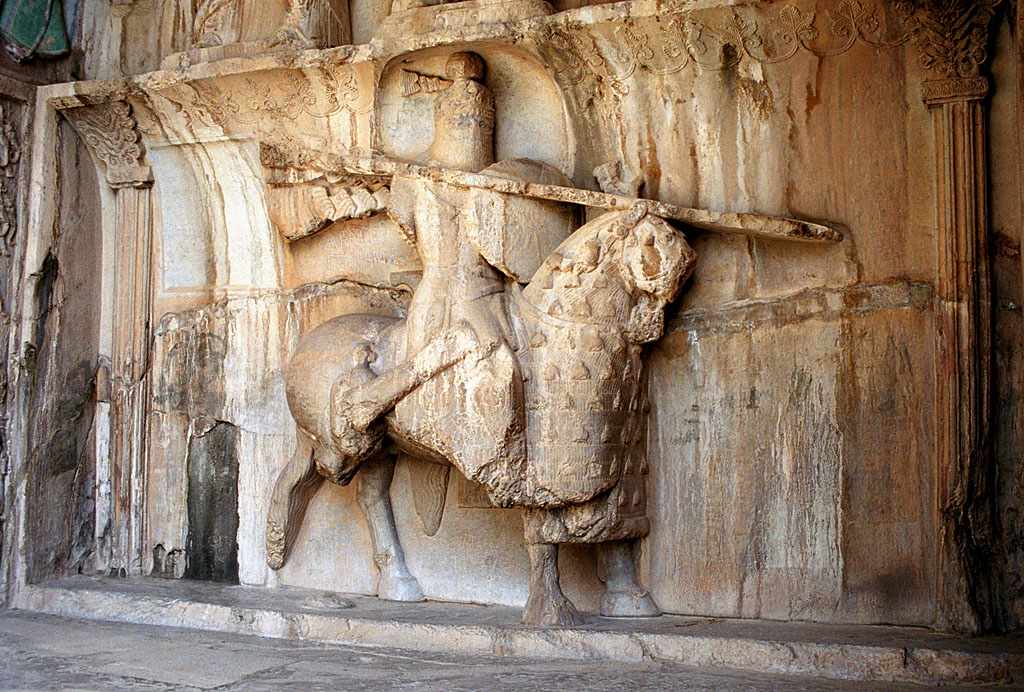
خسرو پرویز سوار بر شبدیز، طاق بستان

شبدیز (به معنی شب‌رنگ و شب‌مانند) اسب سیاه‌رنگ خسرو پرویز بود شبدیز بسیار مورد علاقهٔ خسرو بود و گفته بود هرکس خبر مرگ شبدیز را بیاورد اعدام خواهد کرد.
فردوسی
| مرا اسب شبدیز و شمشیر تیز |  | نگیرم فریب و ندارم گریز |

طبق داستانی که قدیمی‌ترین آن در شعر عربی خالد بن فیاض است، پس از مرگ شبدیز باربد قطعه ای بسیار غمناک برای خسرو پرویز اجرا کرد و در آن به‌تلویح به این خبر اشاره کرد، خسرو پرویز این را فهمید و گریست و گفت «شبدیز مرد!» و باربد گفت «این را [=خبر مرگ شبدیز] شاه گفت» و بدین‌ترتیب از مرگ رهایی یافت. مشابه این داستان در منابع دیگر نیز آمده‌است.

## در ادبیات
سوزنی
| ز رخش رستم و شبدیز خسرو |  | نکردم یاد و از وی یاد کردم |

منوچهری
| رخش با او لاغر و شبدیز با او کندرو |  | ورد با او ارجل و یحموم با او اژگهن |

لامعی
| همواره پشت و یار من پوینده بر هنجار من |  | خاراشکن رهوار من شبدیزخال و رخش عم |